# Décrets-lois Marchandeau
Les décrets-lois du 21 avril 1939 sont deux décrets-lois modifiant la loi de 1881 sur la liberté de la presse afin de prévoir des poursuites « lorsque la diffamation ou l'injure, commise envers un groupe de personnes appartenant, par leur origine, à une race ou à une religion déterminée, aura eu pour but d'exciter à la haine entre les citoyens ou les habitants » et visant à lutter contre la propagande étrangère. Elle est portée par Paul Marchandeau, alors ministre de la Justice.  Il s'agit des premiers textes de valeur législative en France contre l'antisémitisme et le racisme.

## Histoire

### Genèse
Le projet d'une législation antiraciste est espérée par la Ligue internationale contre l'antisémitisme (LICA) dès l'avènement du Front populaire : sa publication Le Droit de Vivre titre le 9 mai 1936 : « Nous aurons une loi contre le racisme ». Bien que le président du Conseil Léon Blum soit l'objet de vives attaques antisémites par la presse d’extrême-droite, il renonce à instaurer une législation, car on aurait pu lui reprocher une visée intéressée.
La vague antijuive que connaît la France à la fin du XIXe siècle polarise les partis politiques et l'opinion publique. Le gouvernement Daladier III se trouve confronté à la croissance de la propagande raciale, souvent permise par des subsides nazis . Dans ce contexte, le gouvernement fait une déclaration au Parlement français le 4 octobre 1938 pour affirmer que « tout ce qui excite à la haine, tout ce qui oppose les Français à d'autres Français ne peut plus être considéré que comme une trahison ».
Le 24 janvier 1939, le président de la LICA Bernard Lecache soumet un projet de loi au ministre de la Justice Paul Marchandeau, nommé le 1er novembre 1938. Il rédige le décret-loi concernant la presse avec pour objectif de limiter le discours raciste et antisémite de l'extrême-droite,.
Les décrets-lois modifient les articles 32, 33 et 60 de la loi de 1881 sur la liberté de la presse en inscrivant dans le droit français l'interdiction d'attaque à caractère racial ou religieux envers un groupe de personnes et non plus seulement contre un individu.

### Vote et promulgation
Le projet est soutenu par les associations opposées à l'antisémitisme et au racisme. Il est soutenu par Bernard Lecache, alors président de la Ligue internationale contre l'antisémitisme, qui encourage  Paul Marchandeau à faire fi des critiques à l'égard du projet. Il est toutefois violemment critiqué par l'extrême-droite. L'Action française se déchaîne contre ce qu'elle appelle « le décret infâme ». Le décret est finalement promulgué le 21 avril 1939.

## Contenu

### Décret-loi complétant la loi de 1881 concernant le racisme
Le premier décret-loi complète les articles 32 et 33, alinéa 2, de la loi de 1881. Il prévoit que « lorsque la diffamation ou l'injure, commise envers un groupe de personnes appartenant, par leur origine à une race ou à une religion déterminée, [a] eu pour but d'exciter à la haine entre les citoyens ou les habitants », le ministère public peut poursuivre en justice le responsable. Mais les associations antiracistes n'ont donc pas le droit de porter plainte.

### Décret-loi tendant à réprimer les propagandes étrangères
Un deuxième décret-loi, promulgué le même jour, est lui nommé « décret-loi tendant à réprimer les propagandes étrangères ». Doté de deux articles, il vise à contrer l'ingérence étrangère en condamnant « quiconque reçoit, de provenance étrangère, directement ou indirectement [...] des fonds de propagande et se livre à une propagande politique » à une peine de six mois à cinq ans d'emprisonnement, et d'une amende de 1 000 francs à 10 000 anciens français.

## Postérité

### Application
Les modalités de dépôt de plainte sont contraignantes, car réservées à la seule victime ou au ministère public, ignorant donc les associations antiracistes
Les promulgations permettent d'armer juridiquement le ministère de l'Intérieur dans sa lutte contre les ingérences nazies en France. En vertu des décrets-lois, plusieurs journaux font l'objet d'une information judiciaire, ainsi que leurs dirigeants (Jean-Charles Legrand et son journal Le Défi, Marcel Bucard et son Parti unitaire français, Henry Coston et la Libre Parole, etc.). Poursuivi pour un article antisémite paru en juin 1939 dans le no 29 de La France enchaînée, Louis Darquier de Pellepoix est condamné à trois mois de prison (qu'il évitera car mobilisé lors de la déclaration de guerre) et 500 francs d'amende. 
Les perquisitions permettent de saisir de la documentation et du matériel de propagande. Les enquêteurs interrogent les banques des organisateurs afin de mettre à jour les circuits de financements étrangers. La perquisition au domicile de Clément Serpeille de Gobineau le 23 juin 1939 dévoile un système de paiement pour des articles propagandistes ainsi que le paiement par le gouvernement allemand des frais de déplacements ou autres occasionnés par sa propagande antisémite. Le contrôle effectué au domicile de François de Boisjolin le 24 juillet 1939 permet à la police de mettre la main sur 8 500 tracts antijuifs ; il avoue lors de son interrogatoire être en relation avec le propagandiste Ulrich Fleischauher.

### Abrogation par le régime de Vichy
Les décrets-lois sont abrogés par le régime de Vichy dès  le 27 août 1940,. Le gouvernement amnistie tous les faits commis antérieurement au décret d'abrogation.

### Retour en vigueur sous la République
Les décrets-lois sont à nouveau en vigueur dès septembre 1944,  à partir de la Libération. Entre 1959 et 1971, une vingtaine de propositions sont faites par les parlementaires pour les modifier. 
Le premier décret-loi est abrogé en 1972 par la loi du 1er juillet 1972 relative à la lutte contre le racisme. Le décret-loi tendant à réprimer les propagandes étrangères est abrogé de manière explicite par la loi du 17 mai 2011 de simplification et d'amélioration de la qualité du droit.